# LMI Lambda

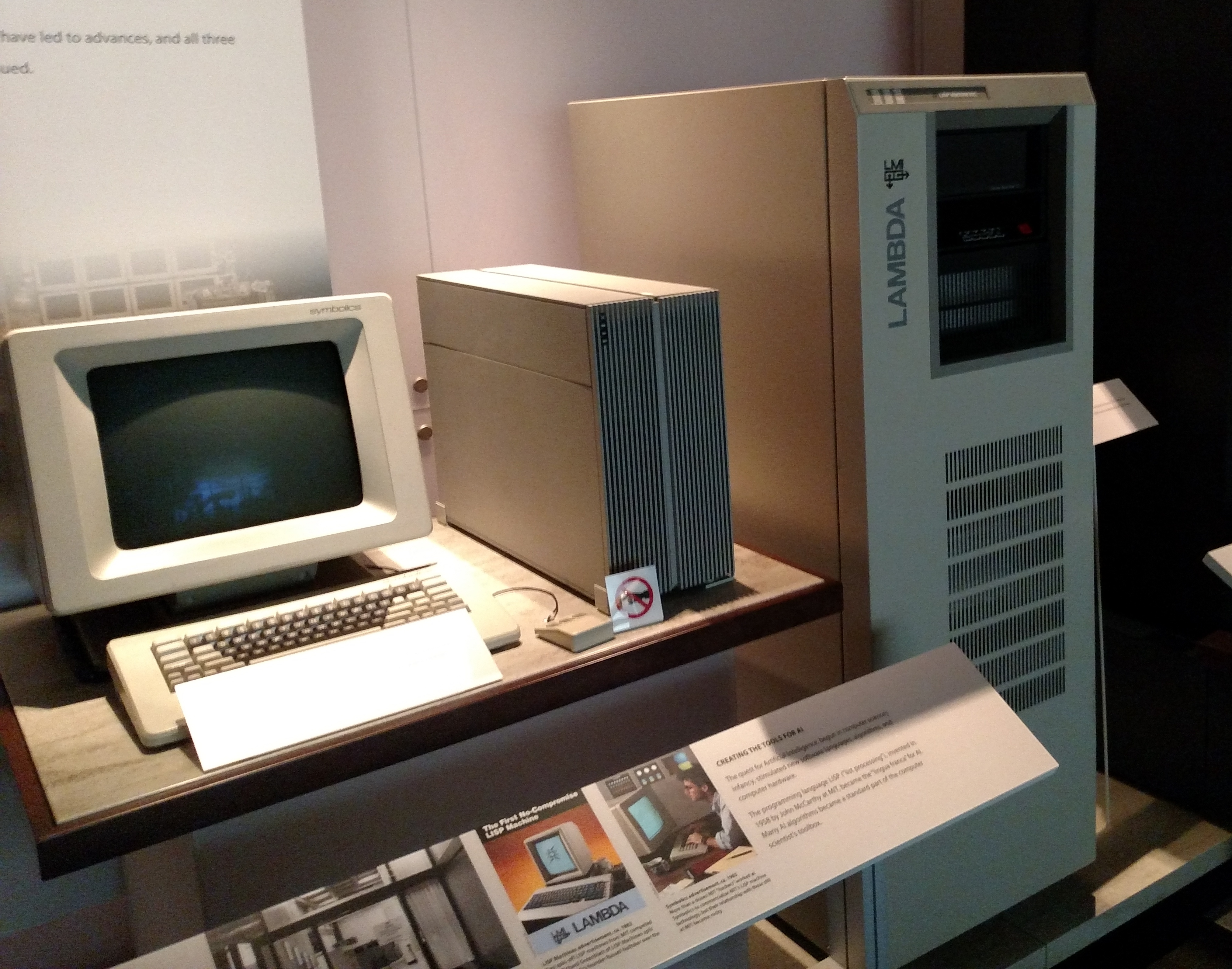
LMI Lambda Lisp-machine (rechts in beeld)

De LMI Lambda is een Lisp-machine die in de jaren tachtig verkocht werd door Lisp Machines, Inc. De LMI Lambda werd gebruikt om AI-software te ontwikkelen en in te zetten. Het was een van de eerste systemen die de NuBus gebruikte als systeembus.

## Ontwerp
De LMI Lambda bevatte minstens één Lambda-processor, een System Diagnostic Unit (SDU) en verschillende NuBus- en Multibus-kaarten. De SDU had een Intel 8088-processor en was verantwoordelijk voor het opstarten van de Lambda-processor. De Lambda-processor bestond uit vier NuBus-kaarten in een speciaal bekabeld gedeelte van de NuBus-backplane.
De standaard Multibus-apparatuur omvatte een 3Com-ethernetinterface, een Interphase SMD-schijfcontroller, een Tapemaster 9-track tapecontroller en een Quarterback QIC tapecontroller. 
De NuBus-apparatuur bestond uit het geheugen en de VCMEM-consolecontroller. Er moest een VCMEM zijn voor elke Lambda-processor. De standaardconfiguratie had één zo'n paar. Een optionele configuratie genaamd Lambda-2x2 had twee paren. Hierdoor konden twee gelijktijdige en afzonderlijke Lisp-omgevingen de backplane, geheugen, schijf en netwerkinterface delen. Het resultaat was een aanzienlijke kostenbesparing ten opzichte van de aanschaf van een tweede machine. De 2x2-machine werd ook gebruikt voor de ontwikkeling van het besturingssysteem.
De SDU-software bemiddelde bij het delen van Multibus-randapparatuur. De SDU-hardware bood een DMA-pad tussen het Multibus- en het NuBus-geheugen met hardware-ondersteuning voor het routeren van geheugenpagina's tussen apparatuur op beide bussen.
De console bestond uit een zwart-wit grafisch scherm met een resolutie van 800×1024 pixels, een AI-toetsenbord en een optische muis. De console kon tot 45 meter van de LMI Lambda geïnstalleerd worden.
Er was ook een optionele Unix-processor beschikbaar met een 10 MHz Motorola 68010-processor die Unix V7 of System V kon draaien. Een configuratie met een Unix-processor kreeg het achtervoegsel "PLUS", waardoor een "Lambda-PLUS" (of "Lambda+") een single-user Lambda met een Unix-processor werd en een "Lambda-2X2-PLUS" een two-user Lambda met een Unix-processor.
De NuBus- en Multibus-insteekkaarten werden gemonteerd in een "card cage". De sleuven in de card cage waren genummerd van 0 (rechts) tot 20 (links). De Multibus gebruikte sleuven 13-20 om standaard randapparatuur aan te sluiten. De NuBus gebruikte sleuven 0-15 voor processorkaarten, geheugenkaarten en consolekaarten. In sleuf 13-15 kon zowel een NuBus- als een Multibus-kaart gemonteerd worden.

## TI Explorer
Texas Instruments nam in 1983 een licentie op het LMI Lambda-ontwerp en bracht eind 1984 zijn eigen variant op de markt onder de naam TI Explorer. 